# Gentes romane
Il termine gens (al plurale gentes) indicava l'insieme degli individui romani che condividevano lo stesso nome e sostenevano di discendere da un antenato comune. Fu un'importante struttura sociale e giuridica nella Roma antica.
La caratteristica distintiva di una gens era il gentilicum nomen. Ogni membro di una gens, sia di nascita o di adozione, portava questo nome. Tutti i nomina erano basati su altri nomi, come ad esempio nomi di persona, occupazioni, caratteristiche fisiche o comportamenti o luoghi legati alla gens. Di conseguenza, la maggior parte dei nomina terminavano con il suffisso aggettivale -ius in forma maschile,-ia in forma femminile.
I nomina che terminano in -aius, -eius, -eus ed -aeus erano tipici delle famiglie latine. Le gentes falisce spesso avevano i nomina che terminano in -ios, mentre le gentes dei sanniti e di altri popoli di lingua osca e del Sud Italia avevano i nomina che terminano in -iis. Le gentes umbre avevano di solito i nomina che terminavano in -as, -anas, -enas ed -inas, mentre i nomina che terminavano in -arna, -erna, -ena, -enna, -ina ed -inna erano caratteristici delle gentes etrusche.
La parola gens e il nome di una gens era anche femminile. Marco Valerio Corvo era un membro della gens Valeria. Valerio era il suo nomen. Il nomen di suo figlio sarebbe stato Valerio e quello di sua figlia Valeria. 
I membri maschi della sua gens furono chiamati Valerii e i membri della gens di sesso femminile Valeriae. Se un membro della gens era stato adottato da un'altra famiglia avrebbe assunto il nomen della gens che lo aveva adottato seguito dal cognomen Valeriano.

## A
- Gens Ablavia: Murenae
- Gens Abronia: Sili
- Gens Abudia: Veri, Rusones
- Gens Aburia: Bassi, Gemini
- Gens Aburnia
- Gens Accia
- Gens Accoleia: Abascanti, Lariscoli
- Gens Acerronia: Polla, Proculi
- Gens Acilia: Aviola, Balbi, Canini, Faustini, Glabriones, Rufi, Severi
- Gens Actoria: Nasoni
- Gens Acutia: Nervi, Flacci
- Gens Aebutia: Cari, Helva, Fausti, Liberali, Pinnii.
- Gens Aedinia
- Gens Aeia
- Gens Aeficia: Calvini
- Gens Aegimia
- Gens Aelia: Bali, Cati, Commodi, Galli, Gracili, Lamia, Ligii, Peti, Liguri, Seiani, Staieni, Stili, Tuberi, Tuberones,
- Gens Aemilia: Barbuli, Macri, Scauri, Lepidi, Paoli, Probi, Mamerci, Mamercini,
- Gens Aeternia: Fontinales[4]
- Gens Afinia: Galli
- Gens Afrania: Burrii, Dextri, Potiti, Quinziani, Stellii
- Gens Agileia
- Gens Agria
- Gens Aia
- Gens Albia: Carrina
- Gens Albinia: Paterculi
- Gens Albucia: Sili
- Gens Alfena: Seneciones, Vari
- Gens Alfia: Flavi, Avitii
- Gens Alfidia
- Gens Aliena
- Gens Alledia
- Gens Allia
- Gens Amafinia
- Gens Ambivia: Turpionies
- Gens Ampia: Balbi, Flaviani
- Gens Amullia
- Gens Ancharia: Prisci, Soteri
- Gens Anicia: Albinii, Aucheniii, Bassi, Boezii, Ermogeniani, Faltoniae, Fausti, Galli, Giuliani, Massimi, Olibrii, Paolini, Prenestini, Probi
- Gens Annaea: Brocchi, Cornuti, Lucani, Mela, Novati, Seneca
- Gens Anneia
- Gens Annia: Aselli, Bellieni, Cimberi, Lusci, Mili
- Gens Annidia
- Gens Anteia: Rufi
- Gens Antia: Brisi, Calpuriani, Crescenti, Quadrati, Restii
- Gens Antistia: Labeone, Regino, Veteres
- Gens Antonia: Merenda, Oratores
- Gens Aponia: Mutili, Saturnini
- Gens Appalia: Alfini
- Gens Appia
- Gens Appuleia: Barbari, Deciani, Pansa, Saturnini
- Gens Apronia: Cesiani
- Gens Apustia: Fullones
- Gens Aquillia: Corvi, Crassi, Flori, Galli, Tusci[5]
- Gens Aquinia
- Gens Aradia: Paterni, Rufini
- Gens Arellia: Fusci
- Gens Arennia
- Gens Aristia: Fusci
- Gens Arpineia
- Gens Arrania
- Gens Arria: Antonini, Aperii, Galli, Secondi, Vari
- Gens Arruntia: Celsi, Stellae
- Gens Articuleia: Peti
- Gens Artoria
- Gens Arulena: Rustici
- Gens Asconia: Pediani
- Gens Asellia
- Gens Asinia: Polliones
- Gens Ateia
- Gens Ateria: Fontinales[4]
- Gens Aternia
- Gens Atia: Balbi, Vari
- Gens Atilia: Regoli, Serrani, Calatini
- Gens Atinia
- Gens Attonia: Rufini
- Gens Atria
- Gens Attia
- Gens Aufidia: Bassi
- Gens Aulia
- Gens Aurelia: Cotta, Orestides, Scauri, Fulvi, Opilli
- Gens Auria
- Gens Aurunculeia
- Gens Autronia: Peti
- Gens Aviana: Peti
- Gens Avidia: Nigrini
- Gens Avillia: Flacci, Quadrati
- Gens Avulnia: Saturnini
- Gens Axilia
- Gens Axia

## B
- Gens Babullia
- Gens Baebia: Tamphili, Dives, Sulcae
- Gens Baia
- Gens Balventia
- Gens Bantia
- Gens Barbatia
- Gens Bassaea
- Gens Bellicia
- Gens Bennia
- Gens Betiliena
- Gens Betucia
- Gens Blaesia
- Gens Blossia
- Gens Boionia: Pansae
- Gens Bombia: Rustici
- Gens Bovia
- Gens Bruttedia: Nigri
- Gens Bruttia
- Gens Bucculeia
- Gens Bultia
- Gens Burbuleia
- Gens Burrenia

## C
- Gens Cadia: Rufi
- Gens Caecia
- Gens Caecidia
- Gens Caecilia: Bassi, Metelli, Nigri, Rufi
- Gens Caecina: Alieni, Peti, Severi
- Gens Caedicia
- Gens Caelia: Rufi, Calvini, Viniciani, Caldi
- Gens Caeparia
- Gens Caepasia
- Gens Caerellia: Bassi, Vindices
- Gens Caesennia
- Gens Caesernia
- Gens Caesetia
- Gens Caesia
- Gens Caesonia
- Gens Caesulena
- Gens Caetronia
- Gens Calavia
- Gens Calidia
- Gens Calpurnia: Pisoni, Bestia, Bibuli, Flacchi, Siculi, Flamma, Crassi, Frugi
- Gens Calventia
- Gens Calvisia
- Gens Cameria
- Gens Camilia
- Gens Cammia
- Gens Camuria
- Gens Cania
- Gens Canidia
- Gens Caninia: Galli, Rébili,
- Gens Cantia
- Gens Cantilia
- Gens Canuleia
- Gens Canutia
- Gens Carfulena
- Gens Carisia
- Gens Carminia
- Gens Carpinatia
- Gens Carteia
- Gens Carvilia: Ruga
- Gens Casatia
- Gens Cascellia
- Gens Casperia
- Gens Cassia: Longini, Vecellini, Cocceiani, Emina
- Gens Castricia
- Gens Castrinia
- Gens Catellia
- Gens Catia
- Gens Catiena
- Gens Catilia
- Gens Cattia
- Gens Ceionia
- Gens Censoria
- Gens Centenia
- Gens Cerellia
- Gens Cervidia
- Gens Cestia
- Gens Cicereia
- Gens Cilnia: Maecenates, Proculi
- Gens Cincia: Alimenti
- Gens Cingonia
- Gens Cipia
- Gens Cirpinia
- Gens Cispia
- Gens Claudia: Marcelli, Nerones, Quadrigari, Taciti, Pulcri, Pacatiani, Parteni, Pompeiani, Tiberi, Clodi, Caudici, Candidi, Centhones, Crassi, Frontones, Liviani, Appi
- Gens Cloelia
- Gens Cluentia
- Gens Clutoria: Prisci
- Gens Cluvia
- Gens Cocceia: Aucti, Nervae
- Gens Coculnia
- Gens Coiedia
- Gens Cominia
- Gens Consentia
- Gens Considia
- Gens Coponia
- Gens Cordia
- Gens Corellia
- Gens Corfidia
- Gens Cornasidia
- Gens Cornelia: Gracchi, Sullae, Scapulae, Scipiones, Taciti, Verres, Lentuli, Cethegi, Balbi, Dolabellae, Cinnae, Labeones
- Gens Cornificia
- Gens Coruncania
- Gens Corvia
- Gens Cosconia
- Gens Cossinia
- Gens Cossutia
- Gens Cotia
- Gens Crassitia
- Gens Cremutia
- Gens Crepereia
- Gens Crepusia
- Gens Critonia
- Gens Cupiennia
- Gens Curia: Dentati
- Gens Curiatia: Materni
- Gens Curidia
- Gens Curtia: Rufi
- Gens Curtilia: Mancia
- Gens Cusinia
- Gens Cuspia
- Gens Cuspidia
- Gens Cussia
- Gens Custidia
- Gens Cutia

## D
- Gens Dasumia
- Gens Decia: Mures, Lucii, Quinti
- Gens Decidia: Saxae
- Gens Decimia
- Gens Decria
- Gens Decumia
- Gens Dellia
- Gens Desticia
- Gens Didia: Galli
- Gens Digitia
- Gens Domitia: Calvini, Enobarbi, Afri, Corbulones
- Gens Ducennia: Gemini
- Gens Dudistia
- Gens Duilia
- Gens Dunia
- Gens Durmia
- Gens Duronia
- Gens Duvia: Aviti

## E
- Gens Eggia
- Gens Egilia
- Gens Egnatia: Proculi
- Gens Egnatuleia: Sabini
- Gens Egrilia
- Gens Elufria
- Gens Ennia
- Gens Epidia
- Gens Eppia
- Gens Equitia
- Gens Erucia
- Gens Eternia: Fontinales[4]
- Gens Etrilia

## F
- Gens Fabia: Licini, Quintiliani, Massimi, Vibulani, Pittores, Labeones, Giusti, Rulliani, Ambusti, Buteones, Cilones, Rustici
- Gens Fabricia: Veientoni, Luscini
- Gens Fadia
- Gens Faenia: Rufi
- Gens Faesellia
- Gens Falcidia
- Gens Faltonia
- Gens Fannia: Cepiones, Strabones
- Gens Farsuleia
- Gens Faucia
- Gens Fidiculania
- Gens Firmia
- Gens Flaminia: Nepote
- Gens Flavia: Sabini, Fimbriae, Galli, Lucani, Pusiones
- Gens Flavidia
- Gens Folia
- Gens Fonteia
- Gens Foslia
- Gens Fresidia
- Gens Fufetia
- Gens Fufia: Gemini, Caleni
- Gens Fuficia
- Gens Fufidia
- Gens Fulcinia: Trioni, Prisci
- Gens Fulvia: Bambaliones, Centumali, Curvi, Flacci, Gillones, Naccae, Nobiliores
- Gens Fundania
- Gens Furia: Camilli, Medullini, Fusi, Pacili, Phili, Bibaculi, Purpureones, Crassipedes, Brocci
- Gens Furnia

## G
- Gens Gabinia
- Gens Galeria
- Gens Gallia
- Gens Gallonia
- Gens Gargilia
- Gens Gargonia
- Gens Gavia
- Gens Gavidia
- Gens Gavinia
- Gens Gegania
- Gens Gellia: Poplicola
- Gens Geminia
- Gens Genucia
- Gens Gessia
- Gens Glitia
- Gens Grania
- Gens Gratidia

## H
- Gens Hateria
- Gens Hedia
- Gens Heia
- Gens Helvia
- Gens Helvidia
- Gens Herdonia
- Gens Herennia: Filones, Modestini
- Gens Herminia
- Gens Hirria
- Gens Hirtia
- Gens Hirtuleia
- Gens Horatia: Flacci
- Gens Hordeonia: Flacci
- Gens Hortensia: Hortali
- Gens Hosidia: Getae
- Gens Hostia
- Gens Hostilia: Catones, Mancini, Tubuli, Sasernae

## I
- Gens Iallia
- Gens Ianuaria
- Gens Iasidia
- Gens Iavolena
- Gens Iccia
- Gens Icilia
- Gens Insteia: Tertulli
- Gens Iulia: Caesares, Crispi, Aviti, Bassi, Cornuti, Martiales, Materni, Modesti, Valeri, Severi, Paoli
- Gens Iunia: Bruti, Bassi, Blesi, Galliones, Pera, Pulli
- Gens Iuventia

## L
- Gens Laberia
- Gens Labiena
- Gens Laecania
- Gens Laelia
- Gens Laetoria
- Gens Laevia
- Gens Larcia: Flavi, Rufi
- Gens Laronia
- Gens Lartidia
- Gens Latinia
- Gens Lemonia
- Gens Lepidia: Secundi
- Gens Licinia: Stoloni, Crassi, Luculli, Murenae
- Gens Ligaria
- Gens Liternia
- Gens Livia: Drusi
- Gens Livineia
- Gens Lollia
- Gens Lorenia
- Gens Lucania
- Gens Lucceia
- Gens Lucilia
- Gens Lucretia
- Gens Luria
- Gens Luscia
- Gens Lusia
- Gens Lutatia: Catuli

## M
- Gens Maccia
- Gens Macrinia
- Gens Maecilia
- Gens Maecia
- Gens Maenia
- Gens Maesia
- Gens Maevia
- Gens Magia
- Gens Magnia
- Gens Magria
- Gens Maiania
- Gens Mallia
- Gens Mamilia
- Gens Mammia
- Gens Manilia
- Gens Manlia: Capitolini, Torquati, Vulsones, Acidini, Cincinnati
- Gens Mantennia
- Gens Marcia: Rutili, Philippi, Figuli, Reges, Censorini, Bareae
- Gens Maria
- Gens Masuria
- Gens Matia
- Gens Matidia
- Gens Matuccia
- Gens Maturia
- Gens Melia
- Gens Memmia
- Gens Menenia: Lanati
- Gens Messia
- Gens Mestria
- Gens Metilia: Tertullini
- Gens Mettia
- Gens Mindia
- Gens Minicia
- Gens Minucia: Augurini, Rufi, Thermi, Basili
- Gens Mocconia
- Gens Modia
- Gens Mucia: Scaevolae
- Gens Mummia
- Gens Munatia: Planci
- Gens Munia
- Gens Murrenia
- Gens Musonia: Rufi
- Gens Mussidia
- Gens Mussia
- Gens Mustia
- Gens Mutilia

## N
- Gens Naevia: Balbi, Mathones, Surdini
- Gens Nasennia
- Gens Nasidia
- Gens Nasidiena
- Gens Nautia
- Gens Nerania
- Gens Neratia: Prisci
- Gens Nigidia: Figuli
- Gens Nipia
- Gens Nirellia
- Gens Ninnia
- Gens Nonia: Asprenas, Balbi
- Gens Norbana
- Gens Noviania
- Gens Novia
- Gens Novellia: Novellius, Novellia
- Gens Numeria
- Gens Numicia
- Gens Numisia
- Gens Numitoria
- Gens Nummia: Albini, Tusci
- Gens Numonia: Valae
- Gens Nunnia
- Gens Nunnuleia

## O
- Gens Obellia
- Gens Obultronia
- Gens Occia
- Gens Oclatinia
- Gens Oclatia
- Gens Ocratia
- Gens Octavia: Rufi, Liguri, Lenati
- Gens Oetia
- Gens Ofasia
- Gens Ofillia
- Gens Ogulnia
- Gens Opellia
- Gens Opimia
- Gens Oppia
- Gens Orbia
- Gens Orfidia
- Gens Orfia
- Gens Oscia
- Gens Ostoria: Scapulae
- Gens Otacilia: Catuli, Crassi
- Gens Ovidia
- Gens Ovinia

## P
- Gens Paccia
- Gens Pacilia
- Gens Paconia
- Gens Pactumeia
- Gens Pacuvia
- Gens Palfuria: Surae
- Gens Palpellia: Histri
- Gens Pantuleia
- Gens Papia
- Gens Papinia
- Gens Papiria: Cursores, Carveti, Crassi, Mugillani
- Gens Pasidiena
- Gens Passeria
- Gens Passiena
- Gens Pedania: Fusci
- Gens Pedia
- Gens Peducaea
- Gens Percennia
- Gens Peritia
- Gens Perperna[6]
- Gens Persia: Flacci
- Gens Pescennia
- Gens Petillia
- Gens Petreia
- Gens Petronia
- Gens Petrucidia
- Gens Pileia
- Gens Pinaria
- Gens Pincia
- Gens Pinnia
- Gens Pisibania: Lepidi
- Gens Pituania
- Gens Plancia
- Gens Plania
- Gens Platoria
- Gens Plautia[7]: Laterani, Rufi, Silvani
- Gens Plinia
- Gens Plotia: Tucca
- Gens Poetelia[8]
- Gens Pollia
- Gens Pompeia
- Gens Pompilia
- Gens Pomponia: Mathones, Rufi
- Gens Pompusia
- Gens Pontia
- Gens Popillia
- Gens Poppaea
- Gens Porcia
- Gens Postumia
- Gens Potitia
- Gens Praecilia
- Gens Prifernia: Paeti
- Gens Proculeia
- Gens Propertia
- Gens Prosia
- Gens Publicia
- Gens Publilia
- Gens Pullaiena
- Gens Pupia
- Gens Pupinia
- Gens Purennia

## Q
- Gens Quintia: Cincinnati
- Gens Quinctilia: Vari
- Gens Quirinia
- Gens Quisentia

## R
- Gens Rabiria
- Gens Rabuleia
- Gens Raecia
- Gens Ragonia
- Gens Rania
- Gens Rasinia
- Gens Remmia
- Gens Renia
- Gens Romania
- Gens Romilia
- Gens Roscia
- Gens Rubellia: Blandi
- Gens Rubria
- Gens Rufia
- Gens Rufria
- Gens Rupilia[9]
- Gens Rustia
- Gens Rutilia: Lupi

## S
- Gens Sabidia
- Gens Sabinia: Barbari
- Gens Sabucia: Maiores
- Gens Saenia: Balbini, Severi
- Gens Saevinia: Proculi
- Gens Safronia
- Gens Saleia: Bassi
- Gens Sallia
- Gens Sallustia: Crispi
- Gens Salonia: Matidii
- Gens Salvidiena: Rufi
- Gens Salvia: Othones
- Gens Samia
- Gens Sanquinia: Maximi
- Gens Satria
- Gens Sattia
- Gens Saufeia
- Gens Scantia
- Gens Scantinia
- Gens Scaptia
- Gens Scoedia
- Gens Scribonia: Curiones, Libones
- Gens Secia
- Gens Sedatia
- Gens Segulia
- Gens Seia: Strabones
- Gens Sellia
- Gens Sempronia: Blaesi, Gracchi, Longo, Sophi, Tuditani
- Gens Sentia: Saturnini
- Gens Septicia: Clari
- Gens Septimia: Flacci, Getae, Scaevolae, Severi
- Gens Sepullia
- Gens Sergia: Catilinae, Esquilini, Fidenates, Sili
- Gens Seria
- Gens Sertoria
- Gens Servaea: Innocentes
- Gens Servilia: Ahalae, Caepiones, Cascae, Gemini, Glaucae, Prisci, Rulli, Silani, Structi, Tuccae, Vatiae
- Gens Servinia
- Gens Sestia
- Gens Sextia: Calvini, Laterani
- Gens Sextilia
- Gens Sicinia
- Gens Silia: Messalae, Nervae
- Gens Silvia
- Gens Sinnia: Capitones
- Gens Sittia
- Gens Sosia
- Gens Spicia
- Gens Statia
- Gens Statilia: Tauri
- Gens Statoria
- Gens Stertinia
- Gens Subria
- Gens Suedia
- Gens Suetonia: Paulini
- Gens Suillia
- Gens Sulpicia: Camerini, Galbae, Galli, Longi, Paterculi, Petici, Praetextati, Quirini, Rufi, Saverriones

## T
- Gens Tadia
- Gens Tampia
- Gens Tanusia
- Gens Taria
- Gens Tarpeia
- Gens Tarrutenia
- Gens Tarquinia-Tarquitia
- Gens Tarutia
- Gens Tattia
- Gens Terentia: Varrones
- Gens Tigellia
- Gens Tigidia
- Gens Tillia
- Gens Tineia
- Gens Titia
- Gens Titinia[10]
- Gens Tituria
- Gens Torania
- Gens Toria
- Gens Trebatia
- Gens Trebellena
- Gens Trebellia
- Gens Trebia
- Gens Trebonia
- Gens Triaria
- Gens Truttedia
- Gens Tuccia
- Gens Tudicia
- Gens Tullia: Cicerones, Deculae, Longi
- Gens Turia
- Gens Turpilia
- Gens Turrania
- Gens Tuscilia
- Gens Tusidia
- Gens Tuticia
- Gens Tutilia

## U
- Gens Ulpia
- Gens Umbilia
- Gens Umbonia
- Gens Umbria
- Gens Umbricia
- Gens Ummidia
- Gens Urbinia
- Gens Urgulania
- Gens Urseia

## V
- Gens Vagellia
- Gens Valeria: Poplicolae, Messallae, Corvi, Corvini, Flacci
- Gens Valgia
- Gens Vargunteia
- Gens Varia
- Gens Vaternia
- Gens Vatinia
- Gens Vedia
- Gens Veia
- Gens Velia
- Gens Velleia
- Gens Venidia
- Gens Ventidia
- Gens Venuleia
- Gens Veracilia
- Gens Verania
- Gens Vergilia
- Gens Verginia: Rufi
- Gens Verria: Flacci
- Gens Vesedia
- Gens Vespasia
- Gens Vespronia
- Gens Vestoria
- Gens Vestricia
- Gens Vettia
- Gens Vetulena
- Gens Veturia
- Gens Vibia
- Gens Vibidia
- Gens Vibullia
- Gens Viciria
- Gens Vigellia
- Gens Villia[11]
- Gens Vinia
- Gens Vinicia
- Gens Vipsania: Agrippae
- Gens Viria: Lupi
- Gens Visellia
- Gens Vistilia
- Gens Vitellia
- Gens Vitrasia: Polliones
- Gens Vitruvia
- Gens Vitulasia
- Gens Voconia
- Gens Volcacia
- Gens Volteia
- Gens Voltinia
- Gens Volumnia
- Gens Volusia
- Gens Vomania
- Gens Votiena